# Platysoma gemellum
Platysoma gemellum är en skalbaggsart som först beskrevs av Cooman 1929.  Platysoma gemellum ingår i släktet Platysoma och familjen stumpbaggar. Inga underarter finns listade i Catalogue of Life.